# Лесной заповедник имени Брендана Бирна
Лесно́й запове́дник и́мени Бре́ндана Би́рна (англ. Brendan T. Byrne State Forest, ранее Либанонский лесной заповедник) — второй по величине парк в штате Нью-Джерси. Площадь парка составляет 139 км². Парк находится в регионе Пайн Барренс на границе округов Берлингтон и Оушен. В парке проложено свыше 40 километров пешеходных и велосипедных маршрутов. В парке имеется кэмпинг в районе озера Пейким. Парк принадлежит штату Нью-Джерси и управляется Управлением парков и лесов Нью-Джерси. Получил своё нынешнее название в 2002 году в честь 47-го губернатора Нью-Джерси Брендана Бирна.
В пределах заповедника находится 735-акровое кедровое болото, дубовые и сосновые рощи, низовой сосновый лес. В болотистых местах и по берегам ручьёв можно обнаружить эндемичные для Нью-Джерси хищные растения.
Примерно в 13 километрах от офиса парка находится поселение Уайтсбог, основанное в 1870-х годах. В течение многих лет, до середины XX века, поселение было крупнейшим поставщиком клюквы и черники. В настоящее время проводятся попытки реставрации поселения как объекта туризма.
В парке имеются следующие маршруты:
- пешеходный и велосипедный маршрут Маунт-Мизери-Трейл;
- Доступный для инвалидных колясок пешеходный маршрут Кранберри-Трейл;.
- Начинающийся в 8 километрах от офиса парка 80-километровый пешеходный маршрут BATONA Trail, заканчивающийся в лесном заповеднике реки Басс.

## Галерея